# Suite de Somos
En mathématiques, une suite de Somos est une suite de nombres définie par une certaine relation de récurrence ;   elles furent découvertes par Michael Somos (en). Il n'est nullement évident d'après leur définition qu'elles soient formées d'entiers, mais c'est cependant le cas des sept premières suites.

## Relations de récurrence
Pour un entier k > 1, la k-suite de Somos {\displaystyle (a_{0},a_{1},a_{2},\ldots )} est définie par la relation de récurrence :
{\displaystyle a_{n}a_{n-k}=a_{n-1}a_{n-k+1}+a_{n-2}a_{n-k+2}+\cdots +a_{n-(k-1)/2}a_{n-(k+1)/2}}
pour k impair, et par la relation similaire 
{\displaystyle a_{n}a_{n-k}=a_{n-1}a_{n-k+1}+a_{n-2}a_{n-k+2}+\cdots +(a_{n-k/2})^{2}}
pour k pair, avec les valeurs initiales
ai = 1 pour i < k.
Pour k = 2 ou 3, ces relations définissent la suite constante (1, 1, 1, 1, 1, 1, ...).  Les deux premiers cas non triviaux correspondent aux récurrences  
{\displaystyle a_{n}={\frac {a_{n-1}a_{n-3}+a_{n-2}^{2}}{a_{n-4}}}}
pour k = 4 et 
{\displaystyle a_{n}={\frac {a_{n-1}a_{n-4}+a_{n-2}a_{n-3}}{a_{n-5}}}}
pour k = 5.
Les premières valeurs de ces suites sont :
1, 1, 1, 1, 2, 3, 7, 23, 59, 314, 1529, 8209, 83313, 620297, 7869898, ... (k=4, suite A006720 de l'OEIS),
1, 1, 1, 1, 1, 2, 3, 5, 11, 37, 83, 274, 1217, 6161, 22833, 165713, ... (k=5, suite A006721 de l'OEIS),
1, 1, 1, 1, 1, 1, 3, 5, 9, 23, 75, 421, 1103, 5047, 41783, 281527, ... (k=6, suite A006722 de l'OEIS),
1, 1, 1, 1, 1, 1, 1, 3, 5, 9, 17, 41, 137, 769, 1925, 7203, 34081, ... (k=7, suite A006723 de l'OEIS).

## Suites d'entiers
Bien que les récurrences précédentes définissent les suites de Somos sous forme de fractions, les suites pour  k ≤ 7 ne contiennent que des valeurs entières. Plusieurs  mathématiciens ont étudié cette  propriété, pour la démontrer ou pour l'expliquer plus généralement, en la reliant en particulier à d'autres questions, comme celle des fonctions thêta sur des surfaces abéliennes,,.
Pour k ≥ 8, les suites analogues finissent par contenir des valeurs non entières ; même pour k < 7, la même relation de récurrence, mais avec des valeurs initiales différentes, produit également des valeurs non entières en général.